# IEEE Transactions on Information Theory
La revue IEEE Transactions on Information Theory est une revue scientifique sur la théorie de l'information qui est éditée mensuellement par l’Institute of Electrical and Electronics Engineers (IEEE).

## Description
La revue paraît depuis 1953. Avant la fondation de l'IEEE en 1963, elle était publiée par l'Institute of Radio Engineers (en) (IRE) de 1955 à 1962. Elle avait alors pris la suite des Transactions of the IRE Professional Group on Information Theory (1953-1955).
Les thèmes couverts par la revue concernent le traitement la transmission, la conservation et l'exploitation d'informations ainsi que les fondements théoriques des communications. La revue est particulièrement concernée par les domaines codage, complexité, cryptographie, reconnaissance de formes, machines abstraites et processus stochastique. Le rédacteur en chef est (en 2019) Alexander Barg de l'université du Maryland. Les articles sont évalues par les pairs. La revue paraît mensuellement, sous forme d'un numéro d'un volume annuel. La revue est indexée par DBLP et sur zbMATH depuis son origine.